# Oxalis lineolata
Oxalis lineolata är en harsyreväxtart som beskrevs av Salter. Oxalis lineolata ingår i släktet oxalisar, och familjen harsyreväxter. Inga underarter finns listade i Catalogue of Life.